# Logothetes ton agelon
Il  logothetēs tōn agelōn (in greco antico: λογοθέτης τῶν ἀγελῶν?), dal significato di Logoteta delle mandrie, era il ministro dell'impero bizantino responsabile della gestione delle terre (mētata), nell'Asia Minore occidentale, e dell'allevamento dei cavalli e dei muli per l'esercito e le poste imperiali.

## Storia e funzioni
L'ufficio comparve per la prima volta nel IX secolo ed è normalmente accettato che era l'evoluzione dell'ufficio dell'impero romano del IV secolo, praepositus gregum et stabulorum, che era subordinato al comes res privatae. Unico tra i logoteta, il logothetēs tōn agelōn era elencato tra gli alti gradi militari (stratarchai) nell'elenco degli 899 gradi della gerarchia bizantina del Klētotologion di Philotheos, al 40º grado dall'imperatore, evidenziando lo stretto collegamento con l'esercito. L'importanza del ruolo aumentò dal X secolo, raggiungendo il suo apice verso la fine del XIII secolo, quando fu tenuto da alcuni dei più importanti funzionari statali.

## Subordinati
I subordinati del logothetēs tōn agelōn erano:
- I prōtonotarioi per Asia e Frigia, dove i mētata erano apparentemente concentrati.[1]
- I dioikētai dei mētata (διοικηταὶ τῶν μητάτων), amministratori delle fattorie in cui venivano allevati i cavalli e successori dei romani procuratores saltuum.[1]
- Gli episkeptētai ("ispettori") e komētes ("conti"), la cui funzione degli ultimi è poco chiara.[1]

Evidenze sfragistiche attestano anche la presenza di chartoularioi e di un ek prosōpou ("rappresentante") del dipartimento.